# Логвинов Павло Федорович
Павло Федорович Ло́гвинов (20 липня 1927, Іллінка — 1 листопада 2011, Запоріжжя) — український скульптор; член Спілки радянських художників України з 1959 року. Батько скульптора Георгія Логвинова.

## Біографія
Народився 20 липня 1927 року в селі Іллінці (нині Херсонська область, Україна). Брав участь у німецько-радянській війні. 1955 року закінчив Кримське художнє училище імені Миколи Самокиша, де навчався у Лідії Ушакової, Миколи Бідниченка, Клавдії Федчук, Леоніда Смерчинського.
З 1955 року працював у Запорізькому товаристві художників; у 1972—1977 роках — у місті Абакані; з 1977 року — знову у Запоріжжі. Нагороджений 23 державними нагородами, у тому числі медаллю «Ветеран праці». Мешкав у Запоріжжі в будинку на вулиці Кам'яногірській, № 16, квартира № 75, та у будинку на вулиці Героїв Сталінграда, № 50, квартира № 101. Помер у Запоріжжі 1 листопада 2011 року.

## Творчість
Працював у галузях станкової та монументальної скульптури. Серед робіт:
станкова скульптура
- «Фрідріх Енгельс» (1958, у співавтостві з Володимиром Луцаком);
- «Портрет учасника громадянської війни О. Лашина» (1958);
- «Портрет батька» (1958);
- серія портретів Героів Радянського Союзу і Героїв Соціалістичної Праці (1956—2000)[1];
- «На цілинних просторах» (1961);
- композиція «Спадкоємність» (1990, у співавтостві з Георгієм Логвиновим);

пам'ятники
- Тарасові Шевченкові (1962);

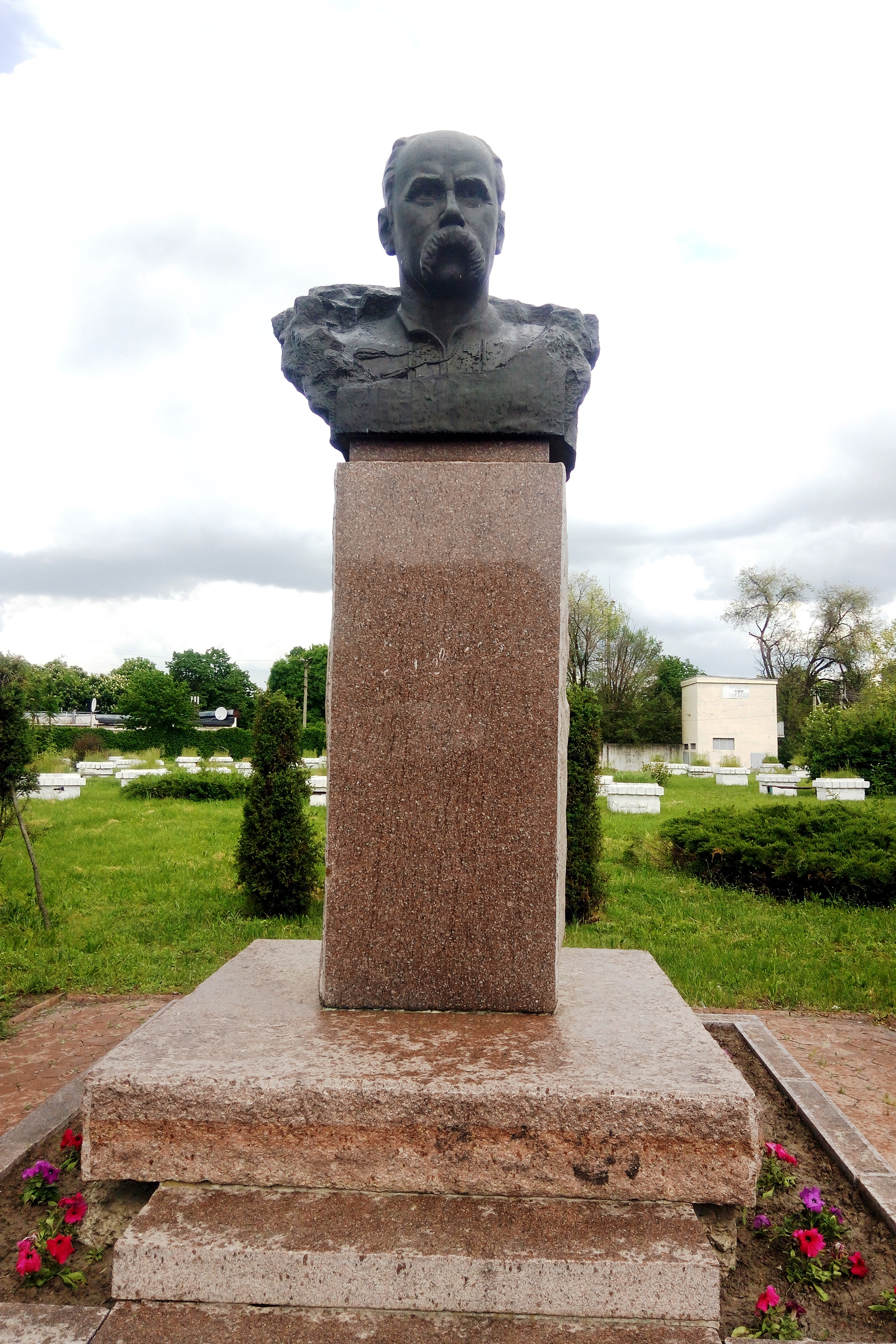
Пам'ятник Тарасові Шевченкові у Царичанці.

- Запорозькому козацтву (1991, кінна статуя);
- Тарасові Шевченкові у Віньківцях (2001, кована мідь)[3];
- Тарасові Шевченкові у Царичанці (2001, мідь, граніт, залізобетон; у співавтостві з Георгієм Логвиновим)[4];
- Тарасові Шевченкові в Енергодарі (2004, у співавтостві з Георгієм Логвиновим)[5].

Брав участь у республіканських та всесоюзних виставках з 1958 року.